# Kamal Pur Majra Burari
Kamal Pur Majra Burari es una ciudad censal situada en el distrito de Delhi norte,  en el territorio de la capital nacional,  Delhi (India). Su población es de 43086 habitantes (2011). 

## Demografía
Según el censo de 2011 la población de Kamal Pur Majra Burari era de 43086 habitantes, de los cuales 23039 eran hombres y 20047 eran mujeres. Kamal Pur Majra Burari tiene una tasa media de alfabetización del 86,38%, superior a la media estatal del 86,21%: la alfabetización masculina es del 92,09%, y la alfabetización femenina del 79,81%.